# Mitrocomella niwai
Mitrocomella niwai is een hydroïdpoliep uit de familie Mitrocomidae. De poliep komt uit het geslacht Mitrocomella. Mitrocomella niwai werd in 1999 voor het eerst wetenschappelijk beschreven door Bouillon & Barnett. 